# Wioletta Żukiewicz-Sobczak
Wioletta Agnieszka Żukiewicz-Sobczak – polska mykolożka i technolożka żywności i żywienia. 

## Życiorys
W 2005 uzyskała tytuł magistra inżyniera na kierunku technika rolnicza i leśna na Akademii Rolniczej w Lublinie. W 2009 doktoryzowała się na Uniwersytecie Przyrodniczym w Lublinie. W 2014 otrzymała na Uniwersytecie Medycznym im. Karola Marcinkowskiego w Poznaniu habilitację w zakresie nauk medycznych. W 2024 otrzymała tytuł profesora nauk medycznych i nauk o zdrowiu.
W latach 2006–2009 pracowała na Uniwersytecie Przyrodniczym w Lublinie, w latach 2009–2015 w Instytucie Medycyny Wsi im. Witolda Chodźki w Lublinie. Od 2015 do 2020 wykładała w Państwowej Szkole Wyższej im. Papieża Jana Pawła II w Białej Podlaskiej. Od 2020 wykładowczyni Uniwersytetu Kaliskiego im. Prezydenta Stanisława Wojciechowskiego.
Jej zainteresowania naukowe obejmują takie zagadnienia jak: grzyby pleśniowe i ich potencjał do wywoływania alergii; zoonozy odkleszczowe; zachowania zdrowotne populacji; badania żywności w aspekcie zdrowia populacji.
Członkini m.in. Polskiego Stowarzyszenia Mykologów Budownictwa oraz Polskiego Towarzystwa Parazytologicznego.